# 明香琴子
明香 琴子 (あすか ことこ、1993年1月27日 - ) は、日本のグラビアアイドル。
神奈川県出身。アイエス・フィールド所属。

## 略歴
高校卒業後は声優を目指し養成所へ通っていた。
2013年8月、秋葉原を拠点に地下アイドルとして活動を始めるも、同年12月に活動停止。
2014年、イエローキャブプラスに所属。のち、JUPISEAPROに移籍。再び地下アイドルとして活動を再開する傍ら、グラビアアイドルとしての活動開始。
2015年、初のイメージDVD「ことこいろ」をリリース。(旧名義：琴子)
その後、フェードアウトする形で芸能活動を終了。
2016年～2021年12月末までIT系企業の正社員として働いていた。
2020年、ミスiD2021にエントリーし芸能活動を再開。
2021年、ミスiD2022セミファイナリスト選出。
2022年、ミスヤングアニマル2022ファイナリスト選出。　再デビュー後初となるイメージDVD「ふたりだけのひみつ」をリリース。
2023年、2ndDVD「絶対に内緒だよ」発売。

## 人物
- 「明香」の由来は新世紀エヴァンゲリオンの登場人物 惣流・アスカ・ラングレーである。[8]
- 趣味はアイドル応援、アニメ鑑賞、映画鑑賞、舞台観劇、ラジオ聴取、パチンコ、パチスロなど多岐に渡っている。[9][10]
- 中学生の頃からハロー!プロジェクトのファンであり、月島きらりstarring久住小春が最初の推しである。[11]また、Berryz工房や℃-uteのファンである。[12]
- 現在はJuice=Juiceの入江里咲を推しており、度々チェキ撮影会に参加している。[13]
- 高校生の頃から音ゲーをしている。(主に初音ミクのゲームやビートマニア)
- 舞台観劇は主に宝塚歌劇団を中心にミュージカル作品を好んでいる。[14]

## 作品

### イメージビデオ
- ことこいろ(2015年10月23日、イーネット・フロンティア)
- ふたりだけのひみつ(2022年11月25日、竹書房)
- 絶対に内緒だよ(2023年10月25日、スパイスビジュアル)

## 出演

### テレビ
- 幸せ!ボンビーガール（2014年、日本テレビ）再現VTR
- 27時間テレビ　(2014年、フジテレビ)
- 道との遭遇　(2023年5月23日、CBCテレビ)

### 舞台
- GO,JET!GO!GO!(2016年、あかね役)

### 雑誌
- EX MAX!
- 週刊実話
- ヤングアニマル